# Sirintra Niyakorn
Sirintra Niyakorn (ศิรินทรา นิยากร) (Bangkok, 10 marzo 1965) è una cantante e attrice thailandese.

## Discografia
- Rue wa Khao Lok (รู้ว่าเขาหลอก)
- Ja Kor Koe Rib Kor (จะขอก็รีบขอ)
- Tha Paeng Roe (ทาแป้งรอ)
- Yak Fang Sam (อยากฟังซ้ำ)
- Nue Kham Saban (เหนือคำสาบาน)
- Khoy Phee (คอยพี่)